# Temascalcingo
Temascalcingo pertence à Região Atlacomulco, é um dos municípios localizados ao noroeste do Estado de México, no México.